# Brasília Alligators
O Brasília Alligators é uma equipe de futebol americano brasileira, sediada em Brasília, no Distrito Federal. O clube disputa a Liga Nacional de Futebol Americano.

## História
A Associação de Futebol Americano Brasília Alligators foi fundada em 16 de abril de 2011, tendo Márcio Makoto dos Reis Júnior como seu presidente desde então. A proposta era ser uma equipe para as modalidades Flag Football, Feminino e Masculino, e  Fullpads Masculino.
Em 2016, o Brasília Alligators contratou o jogador americano Tommy Jones.